# Campylopus concolor
Campylopus concolor là một loài Rêu trong họ Dicranaceae. Loài này được (Hook.) Brid. mô tả khoa học đầu tiên năm 1826.